# Marco Bigliazzi
Marco Bigliazzi (Pontedera, 17 ottobre 1963 – Pisa, 28 ottobre 2023) è stato un regista, scrittore, animatore, musicista, sceneggiatore e produttore cinematografico italiano.

## Biografia
Studiò Lettere con percorso storico-artistico all'Università di Pisa, discutendo poi una tesi in Storia dell'Urbanistica.
Tra il 2000 e il 2002 diresse due cortometraggi di animazione basati sul personaggio del Signor Bonaventura, ideato da Sergio Tofano, e l'anno successivo il cortometraggio Peperony, di cui scrisse anche le musiche, che vinse il Premio Italia al Festival Castelli Animati.
Nel 2005 fu direttore dell'animazione per la serie Potlach della francese Ellipsanime.
Tra il 2008 e il 2010 produsse e diresse le serie televisive Taratabong e La Banda Volante.
Nel 2015 uscì il suo primo romanzo, In Bianco, nel 2017 il secondo, In Nero, e nel 2022 il terzo, In Rosso.
Fu fondatore dello studio di animazione e società di produzione indipendente Toposodo.
È morto il 28 ottobre del 2023, a causa di un aneurisma.